# 유스라 마르디니
유스라 마르디니(아랍어: يسرى مارديني, 영어: Yusra Mardini, 1998년 3월 5일 ~ )는 시리아의 수영 선수이다.
다마스쿠스에서 자랐으며, 시리아 내전을 피해 에게해를 헤엄쳐 건너 화제가 되었다. 유럽 난민 위기나 남수단 내전 등으로 난민 선수들이 많이 발생하자 국제 올림픽 위원회(IOC)가 2016년 리우데자네이루 하계 올림픽에서 난민 선수들을 별도의 선수단(2016년 하계 올림픽 난민 선수단)으로 출전시키기로 결정함에 따라 200m 여자 자유형에 출전하게 되었다.